# Pseudimbrasia deyrollei
Pseudimbrasia deyrolleieste o specie de molie din familia Saturniidae. Este întâlnită în Africa. Este singura specie din genul Pseudimbrasia.